# Lichte tenor
Een lichte tenor, ook wel hoge bariton genoemd, is een mannenstem die zich tussen de bariton en tenor bevindt.
Het bereik is in de borststem meestal gelijklopend met die van de tenor, alhoewel er iets meer moeite moet gedaan worden voor de hogere noten. Echter, door de bouw van de stembanden zal een hoge bariton nooit in staat zijn te ontpoppen tot een echte tenor, omdat ze niet de juiste functies kan doorvoeren in resonanties. Zo schakelt ze veel moeizamer om naar de middenstem, en is de kopstem vaak veel zwakker. Dit belet het bereiken van hoge noten op een natuurlijke manier.